# Дівчинка-фантом у Красноярську

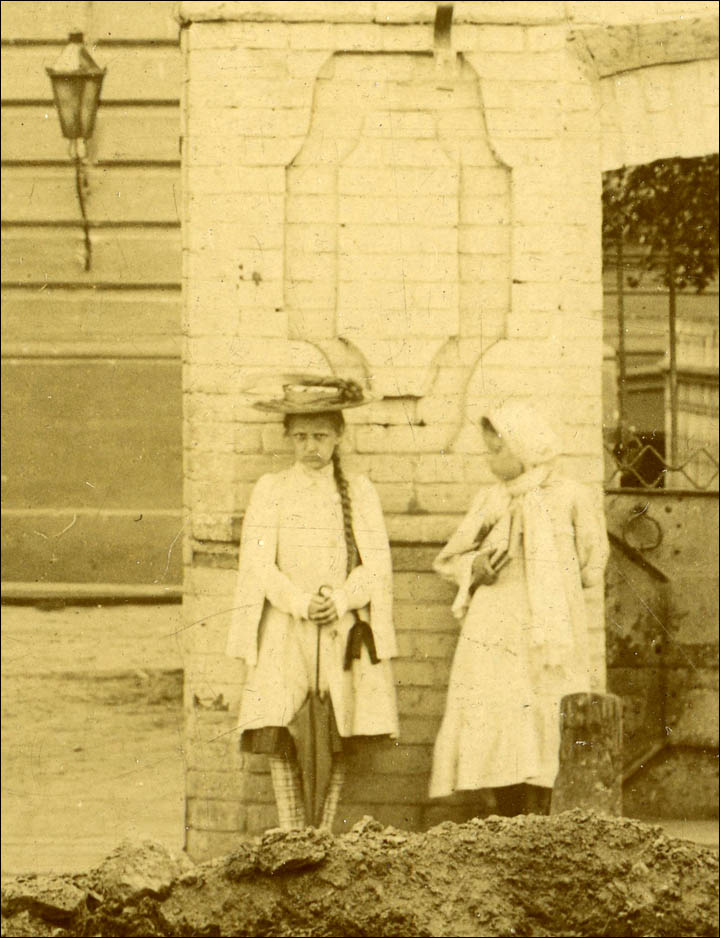
Дівчинка-фантом (зліва)

Дівчинка-фантом з Красноярська — міська легенда про невідому дитину, яка фігурує на фотографіях, зроблених на початку XX століття у Красноярську. Ні особа дівчинки, ні фотографи достеменно не з'ясовані, а сама дівчинка часто стоїть в недоречних для фотографування місцях і має збентежений, незадоволений або суворий вираз обличчя. З огляду на свою неординарність, тема знайшла досить широке висвітлення у російських і зарубіжних ЗМІ.

## Опис

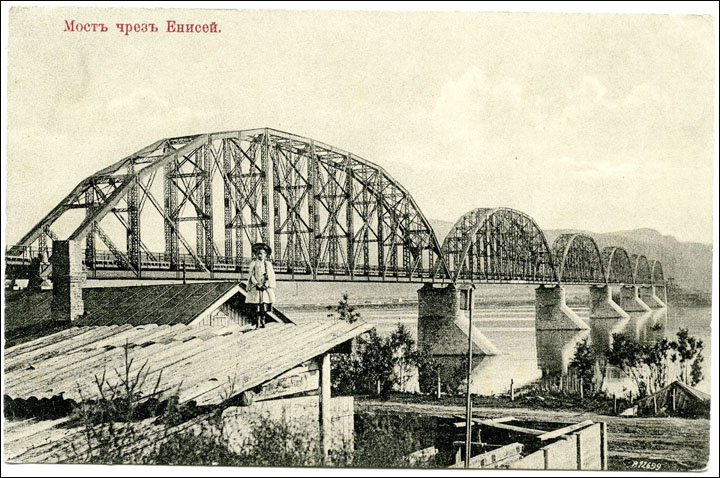
Дівчинка на даху будинку на фоні моста через ріку Єнисей

Влітку 2015 року креативний директор красноярської компанії «The Bad Guys» Дана Бенюмова звернулася в Красноярський краєзнавчий музей з проханням надати їй фотографії старого Красноярська для одного з проектів фірми. При ретуші дореволюційних знімків виявилося, що на деяких з них зображена одна і та ж дівчинка з довгою косою, парасолькою і капелюшком, одягнена один і той ж самий костюм. Примітно також, що на всіх знятих з близької відстані фотографіях, дитина має збентежений, незадоволений або суворий вираз обличчя. Про знахідку повідомили старшому науковому співробітнику музею Іллі Куклінському, який зазначив, що раніше помічав дівчинку на понад 20 архівних знімках і скляних негативах, але не хотів привертати уваги до цього явища до повноцінного дослідження питання.
Дівчинка з'являється, як правило, на фоні відомих будівель і споруд Красноярська: Красноярського драматичного театру імені Пушкіна, Воскресенського собору, моста через Єнісей, учительській семінарії, Торгового дому Гадалова та інших, але не завжди її зображення знаходяться на передньому плані. Навпаки, на багатьох знімках потрібно придивитися, щоб помітити фігуру дівчинки. На звороті багатьох фотографій є сліди від клею і куточки деяких з них пошкоджені — це дозволило припустити, що колись вони були в домашньому альбомі якоїсь невідомої людини, можливо, батька або родича дівчинки. Однак дослідники, намагаючись встановити роки зйомки і зіставляючи час будівництва будинків, прийшли до висновку, що фотографії були зроблені в різний час — в 1906—1908 рр. В цьому випадку подив викликає те, що вік дівчинки на всіх знімках залишається незмінним, а вікові зміни дітей 7-10 років були б досить помітні.
Крім того, невідомим залишається автор фотографій. На деяких з них стоїть штамп «Н. І. Григоровський» і інвентарний номер 185. Це говорить про те, що знімки надійшли від красноярських видавців і власників магазину подружжя Григоровських. На скляних негативах стоять інвентарні номери, що ведуть до відомого красноярського фотографа Людвіга Вонаго, який передав фотографії музею в 1934 році. Однак під частиною знімків стоїть анаграма "Ф. Е.А. ", яка, імовірно може означати ініціали автора, проте ці ініціали не співвідносяться з першими буквами імені жодного відомого красноярського фотографа.
Крім того, навіть якщо вважати, що дівчинка — дочка або родичка фотографа, немає розумного пояснення того, чому на багатьох знімках вона не зображена на передньому плані, а просто присутня. Хоча це в якійсь мірі пояснює причину виявлення такого явища лише через сто років після зйомки.

## Критика і суспільний (громадський) резонанс
Новина про фотографії з невідомої дівчинкою з'явилася в регіональних ЗМІ на початку 2016 року. Тоді ж Краєзнавчий музей опублікував на своєму сайті повідомлення, закликаючи відгукнутися тих, хто володіє будь-якою інформацією про цю людину або про автора знімків. Незабаром повідомлення на цю тему вийшли в федеральних і в зарубіжних медіа. При цьому більшість видань робило акцент на «містичному» підґрунті явища і відносило історію до розряду міських легенд, а саму дівчинку же називали «фантомом» або «привидом», апелюючи до того, що невідома з'явилася на зображеннях лише через сто років, і раніше її ніхто не помічав, хоча фотографії часто висіли в відомих місцях міста. Однак такі твердження мають мало спільного з реальністю, так як, по-перше, на всіх скляних негативах зображення дівчинка присутня, і по-друге, фахівці довели, що ці фотографії не були монтажем.
Тема активно обговорювалася в  соціальних мережах. Новини про те, як йде розслідування, дослідники публікували на своїх сторінках в Facebook, в той час як користувачі в коментарях ділилися своїми припущеннями щодо особистості дівчинки і розшифровки анаграми "Ф. Е. А. ". У ЗМІ можна натрапити на теорію, згідно з якою перша буква анаграми — позначення професії (фотограф); отже, ім'я та прізвище автора повинні починатися з букв Е і А.
Слід зауважити також, що ажіотаж навколо історії значною мірою підвищив популярність музею, а компанія «The Bad Guys» випустила набір листівок під назвою «Фотографії, на яких вона є».

## Гіпотези
В даний час дослідники не можуть прийти до спільної думки щодо походження фотографій.
Однією з основних гіпотез стало припущення про те, що невідома дівчинка була дочкою або родичкою фотографа. З'ясувалося, що Вонаго і Григоровський розглядалися спочатку як автори знімків, проте вони не могли зробити ці фотографії — зображення лише надійшли з їхніх колекцій. Крім того, питання викликала і анаграма, букви в якій не співпали з ініціалами жодного з відомих фотографів міста початку XX століття. Однак цілком можливо, що фотограф був не місцевим.
Іншою версією стало те, що автору знімків насправді було потрібно відобразити важливі міські об'єкти, багато з яких, наприклад, міст через річку Єнісей або ж будівля залізничного вокзалу. Дівчинку в такому випадку автор поміщав в кадр для відволікання уваги міських жителів. І все ж тоді невідповідність виникає в зв'язку з тим, що споруди були побудовані не в один час, отже, фотографу довелося б їздити в Красноярськ кілька років, а зовнішність дівчинки за цей час повинна була змінитися.
Як іще одна версія, висувається припущення, що дівчинка, яка народилася в знатній сім'ї, разом з рідними рятувалася від сили комуністичної тиранії, отже, її сліди доречніше шукати в Європі або США.